# Witold Dynowski
Witold Dynowski (ur. 23 sierpnia 1903 w Harbinie, zm. 31 lipca 1986 w Warszawie) – polski etnolog, profesor Uniwersytetu Warszawskiego.

## Życiorys
Urodził się 23 sierpnia 1903 w Harbinie (Chiny), w rodzinie Eugeniusza (budowniczy kolei wschodnio-chińskiej, wiceburmistrz Harbinu) i Heleny z Wachowiczów. Ukończył gimnazjum w Harbinie i zdał maturę (1921). Był założycielem i komendantem drużyny harcerskiej (1918–1920). W okresie młodości przebywał w Mongolii.
Po powrocie do Polski w 1922 rozpoczął studia prawnicze na Uniwersytecie Warszawskim. W 1924 przeniósł się do Wilna, na wydział humanistyczny (filozofia i etnografia) Uniwersytetu Stefana Batorego (doktorat w 1927). Należał do grona uczniów Cezarii Baudouin de Courtenay Ehrenkreutz Jędrzejewiczowej. Przed wojną został adiunktem Katedry i Zakładu Etnografii Polski na Uniwersytecie Warszawskim. Prowadził rozpoczęte w Wilnie badania przemian kulturowych na Wileńszczyźnie (Izolacja cywilizacyjna województwa wileńskiego i nowogródzkiego). Po wojnie, w 1946 habilitował się pracą na temat Żmudzi i Auksztoty i jako docent objął w 1949 połączone Katedry Etnografii Polski oraz Etnografii i Etnologii. Od 1953 był profesorem Uniwersytetu Warszawskiego.
Od 1953 organizator i wieloletni kierownik działu etnografii, następnie Zakładu Etnografii Polskiej i Powszechnej Polskiej Akademii Nauk. Od 1958 redaktor Etnografii Polskiej i Polskiego Atlasu Etnograficznego. W latach sześćdziesiątych i siedemdziesiątych zorganizował i prowadził polsko-mongolską ekspedycję badawczą.
Profesor Dynowski przeszedł na emeryturę w końcu lat 70. Prowadzenie Katedry przejęła jego uczennica Zofia Sokolewicz. 
Pochowany na Cmentarzu Prawosławnym na Woli (kwatera 69-1-6).

## Ordery i odznaczenia
- Krzyż Kawalerski Orderu Odrodzenia Polski
- Medal 10-lecia Polski Ludowej (19 stycznia 1955)[4]
- Order Cyryla i Metodego I klasy (Bułgaria)
- Order Gwiazdy Polarnej (Mongolia)[5]

## Upamiętnienie
W 2006 studenci i absolwenci Instytutu Etnologii i Antropologii Kulturowej Uniwersytetu Warszawskiego założyli Stowarzyszenie „Pracownia Etnograficzna” im. Witolda Dynowskiego.